# 田原市立東部中学校
田原市立東部中学校（たはらしりつ とうぶちゅうがっこう）は、愛知県田原市神戸町にある公立中学校。

## 沿革
- 1961年（昭和36年） - 田原町立東部中学校として設立[1]。田原町立神戸中学校・神戸中学校六連分校および田原中学校区東部の生徒を収容する[1]。
- 1968年（昭和43年） - 特殊学級を開設[1]。
- 2003年（平成15年）8月20日 - 合併に伴い、田原市立東部中学校と改称される[1]。

## 通学区域
- 田原市立田原東部小学校区[2]
- 田原市立大草小学校区[2]
- 田原市立神戸小学校区[2]
- 田原市立六連小学校区[2]